# 北海道大博覧会 (1958年)
北海道大博覧会（ほっかいどうだいはくらんかい、英: HOKKAIDO GRAND FAIR）は、1958年に北海道札幌市と小樽市を中心に開催された博覧会。

## 概要
1950年からの北海道総合開発五カ年計画の終了と1957年からの総合開発第二次五カ年計画を踏まえて、北海道開発の現況を広く紹介し、北海道の産業や貿易の進展と文化の向上に寄与すべく開催。
- 主催：北海道・札幌市・小樽市
- 会期：1958年7月5日 - 8月31日
- 会場
  - 総会場面積：103,000坪（建坪12,000坪、真駒内特設会場除く）
  - 札幌会場
    - 第一会場「桑園会場」：札幌市円山北町28,000坪 札幌市中央卸売市場用地
    - 第二会場「中島会場」：札幌市中島公園60,000坪

  - 海の小樽会場
    - 第一会場「埠頭会場」：小樽港第三埠頭11,000坪
    - 第二会場「祝津会場」：祝津海岸4,000坪

  - 真駒内特設会場：豊平町真駒内駐屯地
- 来場者数
  - 札幌会場：延べ2,589,601名 （目標180万人）
    - 桑園会場 - 1,269,657名
    - 中島会場 - 1,319,944名

  - 小樽会場：延べ1,600,800名（目標100万人）
    - 埠頭会場 - 805,586名
    - 祝津会場 ｰ 795,214名
- 剰余金：札幌会場約2800万円、小樽会場約99.2万円
- 協賛：北海道教育委員会、全道市長会、全道市議会議長会、全道町村長会、全道町村議会議長会、北海道大学、北海道商工会議所連合会、札幌商工会議所、北海道貿易会、北海道物産協会、北海道観光連盟、札幌中央放送局、北海道放送、北海道新聞社、北海タイムス社
- 後援：通産省、運輸省、農林省、外務省、文部省、厚生省、郵政省、建設省、自治庁、経済企画庁、北海道開発庁、防衛庁、日本国有鉄道、日本電信電話公社、日本専売公社、日本放送協会、各新聞社、日本貿易協会、日本交通公社、日本商工会議所、全日本観光連盟
- テーマソング
  - 札幌シャンソン（作詞：吉川静夫 作曲：服部良一 歌：曽根史郎・中原葉子）
  - 北海おどり（作詞：吉川静夫 作曲：東辰三 編曲：小沢直与志 振り付け：若柳吉喜弥）
  - 交響詩「開拓者」（作曲：八洲秀章）
  - 博覧会協賛会選定
    - 札幌音頭（作詞：高橋掬太郎 作曲：飯田三郎 歌：三橋美智也・照菊・キング合唱団 振り付け：若柳吉喜弥）
    - 札幌小唄（作詞：高橋掬太郎 作曲：飯田三郎 歌：春日八郎・キング合唱団 振り付け：若柳吉喜弥）
- 入場料
  - 札幌会場︰前売130円、当日大人150円・小人（6-12歳）80円
    - 夜間料金（中島会場のみ） - 大人50円・中学生30円・小学生20円
    - 前売り券には特賞トヨペットクラウンデラックス1本、1等オートバイハリケーン250cc・ハリケーン125cc・スクーターシルバーピジョン200cc各1本、2等蛇の目ミシン10本と丸石の自転車・三菱洗濯機・三菱クリーナ各5本、3等パラショック付きシチズン腕時計30本、4等ネージュ粉石鹸大3000本、5等拓殖銀行便箋15000本のプレゼントが用意された。
    - 当日券にはラッキー賞として、北海道博賞日産ダットサン210型セダンと副賞河合楽器オルガン新型ファミリアのセット1本、特賞東発トーハツ号TH58型200CC1本と日立テレビ3本、ライラック賞ハッピーミシン9本、アカシヤ賞ソニートランジスタラジオ・ブラザー編み機各9本、エルム賞サンヨー電気釜9本・セイコー腕時計18本・富士カメラ27本、スズラン賞リズム目覚まし時計18本・小西六さくらフィルム27本・パイロット万年筆90本、マリモ賞グンゼナイロン婦人靴下90本のプレゼントが用意された。

  - 小樽会場：前売大人85円、当日大人100円・小人（6-12歳）50円
    - 納涼券（7月12日-20日夜間）：大人20円・小人10円
    - 水族館料金（9月1日 - 30日）：大人50円・小人25円

  - 一般団体：30人以上5%引き、100人以上10%引き、主会場のみ500人以上15%引き
  - 学校団体（30人以上）：高校生以上2割引、中学生3割引、小学生小人料金15%引き

- 役員
  - 名誉総裁：山口喜久一郎（北海道開発長官）
  - 総裁：田中敏文（北海道知事）
  - 副総裁：荒哲夫（北海道議会議長）、内海勝（北海道副知事）
  - 会長：高田富与（札幌市長）
  - 副会長：高岡文夫（北海道商工部長）、安達与五郎（小樽市長）、斉藤忠雄（札幌市議会議長）、広瀬経一（北海道商工会議所連合会会頭）、赤坂健一郎（小樽市議会議長）、寿原外吉（小樽商工会議所会頭）、原田与作（札幌市第一助役）、板垣武四（札幌市第二助役）

## パビリオン・施設

### 札幌会場

#### 桑園会場
「テーマ会場」の位置づけで北海道の総合開発関係を中心に物産・産業関連の展示を主に展開した。
- テーマ館「総合開発館」 - 北海道の総合開発の現況と将来を紹介し総合開発を促進するテーマを表現した。
  - 昔の冬の札幌：開拓に着手した当時の冬の札幌の原始林の情景を、ミラーボールと音響効果と冷房装置で演出する。
  - 将来の札幌：札幌市役所を中心に50年後の札幌市内半径3kmのエリアを直径6.3m・建物650個の規模で表現した円形パノラマを展開。八洲秀章「開拓者」をBGMに2分間1回転で朝から夜までの情景をテープ音声解説付きで展開する。完全にビル化した札幌中心部、テレビ塔付近に発着する近郊電車やモノレール、大規模施設を持つ札幌駅、南北地下道を擁する札幌駅北口の完成、デパートのように構成された狸小路、映画館やキャバレーを一同に集めるすすきの、昔のままの姿を保つ時計台、デパートや豪華アパートの立つ北部、エルムの木々に覆われる北海道大学、文化センターが建設された北海道大学西部、競馬場を含む中島・円山の公園、大工場地帯と住宅街を擁する苗穂、大空港や宇宙旅行基地が整備された丘珠、住宅地として整備された白石町・菊水元町、新しい橋と河岸緑地が整備された豊平川、高級住宅地となった円山・琴似方面、高架鉄道・地下鉄・懸垂列車・市電から転換されたモノレール・空中バス・ジェット旅客機による交通網、壁面に当別方面・石狩港湾・開発された篠津原野と西方の山を描いた。
  - 豊富な北海道の資源：土地・包蔵水力・地下資源・林産・水産資源をパネルとレリーフで展示。
  - 第1次5カ年計画はどう進められたか：第1次5カ年計画の実施実績をパネルで展示。
  - 5万分の1地地質図：北海道開発局調査課所有の地質図を一部修正し出品。
  - 住み良い北海道の建設：紡錘型のテーマ塔。
  - 開発の基礎をなす道路網：1・2級国道や主要道路を点滅式ネオンで表現した北海道地図。
  - 大雪山国立公園を横断する層雲峡道路：道東と道央を結ぶ連絡道路や観光道路としての役割をパノラマで表現。
  - 日本屈指の千歳高速道路：回転式パノラマで所要時間2時間30分から50分間に短縮された札幌-千歳間の改良舗装道路を紹介。
  - 道路現況：道路種別ごとに改良済み・舗装済み・永久橋済の延長割合を代表的な道路写真とともにパネルで紹介する。
  - 永久橋：天塩大橋の模型を展示。
  - 橋の移り変り：猿橋・丸木橋・木造橋といった北海道の代表的な橋の模型を展示。
  - 除雪でよみがえる北海道産業：除雪車のあとからバス・トラックが走る頻繁な交通を大都市や工業地帯の情景とともにパノラマで表現する。
  - 凍上対策：路床路盤の置き換え前後の土層断面をパネルで紹介、置き換え後は写真で紹介。
  - 将来の道路：手稲町・琴似の中間から新琴似競馬場裏と北25条を経由し立体交差や雁来道路を経て江別・岩見沢の郊外を経て美唄までの直線的な郊外道路計画や、札幌北25条付近へのヘリポート・1000トン級埠頭の建設と石狩川までの運河建設、道路上へのモノレール・地下鉄建設のパノラマを展開。
  - 無線洪水予報装置：大雨・雪解けによる河川増水量をネオンで表現。
  - 六戸島の改修工事：石狩川・雨竜川合流点の六戸島の改修工事を前提に河川改修機械化工事をパノラマで表現。
  - 林業を取りいれた社台地区の開拓計画：白老社台地区での林業を取り入れた農畜林経営の安定や冷害防止の作用を紹介。
  - 泥炭地分布図：道内の泥炭地分布を紹介、20万町歩のうち13万町歩の未開拓や泥炭地開発の代表として篠津地域開発事業を紹介。
  - 泥炭とはどんなものか：泥炭の実物を層が見えるようガラスケースで展示。
  - 泥炭地の土地改良：電探地での農地開発を紹介。
  - 石狩川水系総合開発事業：幅6mの大パノラマ模型で篠津泥炭地開発・美唄地区と幾春別川流域総合開発事業・大夕張地区総合灌漑排水事業といった石狩川水系の開発を紹介。
  - 輝かしいパイロットファームの建設 - 根釧原野別海村のパイロットファームの開発をパノラマ模型で表現。
  - 港湾模型：水を入れて波を起こし波の立つ外部と波のたたない港内の理想的な港湾を断面模型で説明。
  - 苫小牧工業港：工業港としての立地条件が揃う掘り込み式の苫小牧港を紹介。
  - 空港整備：北海道の航空網を旅客機模型と地図で紹介。
  - 水中作業：実物大の潜水夫模型とともに海底のパノラマを展示。
  - 漁港と魚田：北海道の豊富な漁獲高を示す漁獲写真と魚田位置図のパネルを展開。
  - 5年後の北海道：第2次五か年計画完成後の北海道の変化をパネルで紹介。
  - 治山治水と林道：治山治水事業がもたらす国土保全と民生安定の実情をパノラマで紹介。
    - 治山治水：水害時の土砂流による農地被害と治山事業後の様子、山地崩壊箇所と復旧後の状況を紹介。
    - 林道：山奥からの迅速な木材輸送に必要な林道施設の必要性を紹介。

  - 北海道森林模型：道内の森林俯瞰模型を中心に森林・水害の各事業の写真展示を展開。
  - 開発と住宅
    - 住宅建設の推移と計画：第1次・第2次5カ年計画における住宅建設実績や目標・住宅写真のパネルを展示。
    - 古い住宅と新しい住宅：新旧の住宅を写真パネルで比較。
    - 寒地住宅の研究：北大建築工学科寒地建築研究所による寒地住宅の研究を紹介する立体パネル。
    - 産業と住宅：パイロットファーム農村の整備された住宅と道南の荒れた漁家、近代的炭鉱住宅と工場地帯の長屋を対比させる。
    - 計画的な住宅地の開発：真駒内地区の住宅開発パノラマと整理されていない近隣の住宅地のパネルを対比させる。
    - 明るい生活：新しい住宅による明るい生活をモンタージュ写真で表現する。

  - 開拓の歴史 - 明治初年からこれまでの北海道開拓の歴史を紹介。
    - 開拓使庁設置 - 設置当時の開拓使庁舎をジオラマで紹介。
    - ケプロンと北海道開拓 - 外人顧問団とホーレス・ケプロンの写真、北海道史1巻を展示。
    - 屯田兵の開拓 - 屯田兵による農業従事をジオラマで紹介。
    - 札幌農学校とクラーク博士 - クラーク博士の写真と札幌農学校の絵を展示。
    - 手宮-札幌間鉄道開通 - 明治14年頃の札幌駅と明治36年の鉄道網をジオラマとパネルで紹介。
    - 工業の発展 - 開拓使による工場建設、工業育成、札幌の工業局俯瞰図を展示。
    - 大農場の成立 - 明治30年国有未開地処分法公布による広大な土地の払い下げが行われた当時の馬耕の絵や地図をパネルで表現。
    - 地方自治体制整う - 明治30年区町村制制定・明治34年道議会法制定による地方自治体制を旧北海道議事堂と札幌区役所のジオラマで表現。
    - 欧州大戦景気：大正2・3年の不況から戦争景気による大正4年の輸出農産物好景気をパネルで紹介。
    - ラジオ放送開始：昭和3年札幌中央放送局によるラジオ放送開始を放送局の絵やラジオ普及率図といったパネルで紹介。
    - 昭和初期の不況：昭和2年の大恐慌の模様を紹介。
    - 札幌-東京間定期空路の開始：昭和12年の航路開設から戦時中の中止、昭和26年の再開までをジオラマで展示。
    - 戦後の総合開発：写真モンタージュと鷹泊ダムのジオラマで戦後の新総合開発計画を解説。
- 地下資源館 - 北海道の総合開発を担う地下資源開発の現況や将来を解説。
  - 本道の石炭の分布と産出量：北海道地図上に10万トン以上の産出地を5色に分け豆電球の点滅とと合わせて産出地や産出量をわかりやすく解説する。
  - 入口前庭：地中に埋蔵する鉱脈を気泡ガラス、プラスチック、ネオン管で表現し石膏彫刻で有機物から無機物への変化を表現する。
  - 坑道及び採掘現場：アーチをくぐり坑内へと進む雰囲気を演出し、内部には採掘現場の炭壁や鉱夫、支柱、コールカッターなどの実物機器やカーブドコンベアを配し機械化された炭鉱の現況を紹介する。
  - 昔の炭鉱：絵画を用い昔の炭鉱や搬出の様子を紹介し現在と比較する。
  - 啓蒙図板：炭壁を用い石炭の主要国算出比較表、日本の石炭産出量推移、北海道と全国の対比、1トンあたりの採掘諸経費、進歩した採炭・保安・選炭技術を紹介。
  - 石炭の用途：石炭の燃焼を模型で表現しながら燃料や工業製品への利用を解説。
  - 炭鉱パノラマ：観客のボタン操作による豆電球の点灯を組み込んで地上設備・立坑・地下坑内・炭層・エレベーター・炭車など炭鉱全体の構造組織を解説するパノラマ模型。
  - 竪砿：掘進状態や搬出・保安などの諸設備を示す立坑の断面を表す模型を展示。
  - 鉱物の生成：始生代の植物から鉱物に変化する現代まで6カットの絵を円筒に描き回転して説明する。
  - 石油の探鉱から採取までのパノラマ -　地震・重力・磁力探鉱、衝撃・回転式・傾斜式掘削法、自噴式・ポンプ式・第2次回収法といった探鉱から採取までの各種方法をパノラマで紹介。
  - 私たちの石油 - 石油精製から各種利用までの現状を20分間の16mmカラー映画で上映する。
  - 石油の精製および啓蒙図板：原油の採取・タンカー輸送から精製・化学工業品製造までの過程や日本の石油需要と見通しや将来の需要量を表す。
  - 天然ガス：天然ガスの特性や利用度を荒らし将来の有望性を紹介。
  - 洞窟：鉱物部門入り口で鉱脈断面を露出し水を滴らせ扇風機で風を起こし洞窟の雰囲気を演出する。
  - 本道の鉱石分布図：鉱種別・鉱山別の北海道地図でボタンを押すと色分けした豆電球が点灯する。
  - 鉱物の採取から精錬まで：金銀銅の母岩・鉱山から採取搬出精錬精製までをパノラマで説明。
  - 鉄ができるまで - 鉄鉱石から精錬精製を経て鉄製品として利用されるまでを15分間のカラーフィルムで紹介。
  - 金・銀・銅・水銀・マンガン・クローム・砂鉄・硫化鉄・切開・石綿・硫黄・鉛・亜鉛 - 各鉱石別のスペースでそれぞれの特質・用途・製造過程を紹介。
  - ウラン鉱とガイガー計器 - 脚光を浴び採鉱が叫ばれるウラン鉱を展示、ガイガー計器操作を開放し観客に自由に扱わせる。
  - 資源の宝庫北海道 - モールガラスで北海道を型取り裏のスクリーンを回転させ炭鉱や鉱山などの絵を投影する。
- 農林館 - 北海道の農林業を農業部門と林業部門に分け紹介、野外に林業機械科展示場も設ける。
  - 原始林の表情：阿寒地方をモデルにエゾ松やトド松を主体に熊・エゾシカ・狐・小鳥の剥製を配置し鳥の鳴き声を流しつつ開拓当初の情景を演出する。
  - 酪農風景：ブロックづくりの牛舎や赤青の屋根のサイロや乳牛の放牧、都会までのビル道路、ミルクタンカーの模型、モーアによる牧草刈り取り、バター工場、虹の照明で明るい豊かな酪農の光景を表現するパノラマ模型。
  - 北海道農業のあけぼの：明治14年から15年頃の札幌付近の農業景観を再現したパノラマ模型。道路と原始林、屯田兵の濃厚、ホップ園、ビール醸造所を据え屯田兵の農具やホップ・大麦の実物展示も行われた。
  - 北海道農業の特殊性：広さ・地勢・気象条件・特殊土壌の4点を中心に北海道の特殊性を紹介。地勢は立体パネル、気象条件は本州との比較、特殊土壌は泥炭・火山灰・重粘土の実態をパネルで展示しジオラマも織り交ぜた。
  - 土地改良：3連の断続的ジオラマとトラクターの精巧な模型で土地改良を紹介。
  - 酸性土壌の改良：道内の酸性土壌分布図要改良区域を紹介、硝石灰・炭酸石灰の石造行程や大型石灰散布の模型も展示。
  - 農家とともに -　農業改良普及員、生活改良普及員、開拓営農指導員の活躍を写真で紹介。
  - 北海道の農業経営：大型パノラマで水田経営・畑作経営・園芸農業を一連のものとして農業経営の現況を紹介。
  - 北海道の馬産：釧路地方の放牧風景など競走馬・農耕馬の生産を写真で紹介。
  - 北海道の農畜産物：大型の北海道の図板で多種多様な農産物を紹介。
  - 有線放送：実演とパノラマの組み合わせで有線放送事業を紹介、テレフォン式スピーカーで来場者が有線放送の実演を行うことを可能とした。
  - 農畜産物の利用と消流：アスパラガス・ハッカ・玉ねぎなどの有名特産物の2次製品を展示し生産量・移輸出高・移輸出先を説明する。
  - 農業資材：肥料・農薬・包装資材を展示。
  - SCP：泥炭を有機肥料化した研究の標本や実物を展示。
  - 卵からひよこまで：実際の孵卵器を置き卵からひよこが孵る状況をガラス越しに実演する。
  - バターのできるまで：バターの製造工程を模型と豆電球と音声テープで説明する。
  - 理想的な畜舎：石膏製の乳牛像2頭とスタンチョン・ウォーターカップ・ミルカーなどの器具、冷却室を配しラジオから音楽を流すモデル畜舎を原寸大で表現。
  - トラクター展示：農耕用トラクターを館内中央に配置。
  - 花壇と塑像：農業のフィナーレとして美しい花壇で取り巻いた農村青年の像を展示。
  - チーズ：150平米の特設展示場と100平米の展望台で種類・歴史・行程・調理・栄養を紹介。
  - 林業部門プロローグ：プラスチックパネルを持ったオランダ風の美しい人形で木材の必要性を表現するとともに大森林の写真も展示。
  - 北海道の森林：林業の実態を写真や木材生産量・資源埋蔵量等のグラフで紹介するとともに、エゾ松、トド松、日高五葉、イチイ、ナラ等の北海道の代表的樹木を展示。
  - 私たちの生活と森林：プラスチック、ペンキ、フィルム、薬品などの木材二次製品の用途の展示や木材の観光資源・国土保全効果をスライド映写で紹介する。
  - 森林を仕立てるには：種子の採取から育苗、植林、森林施肥などをカラー写真と実物展示で紹介するとともに火災・冷害・食害などについても取り上げた。
  - 山から木材が街に出るまで：伐木造材、小運搬集成、森林鉄道、トレーラー運材、貯木場、貨車積み込みの6枚の木彫りと林業機械化の大型パネルで木材の運搬を紹介。
  - 北海道の林業白書：国有林・道有林の合理化や民営林の指導、新しい木材時代のあり方をパネルで表現。
  - 北海道の森林楽土：林業のフィナーレとして荒れ果てた山河が治山治水や林業開発で生まれ変わる様子を描くジオラマ。
  - 林業の機械化野外展示：木材の山や300mの森林軌道とディーゼル機関車・トロッコ、大型クレーンや重機械30数種、苗木の育成を紹介する苗床を展示。
- 電力館 - 北海道電力が企画制作、柱のない円形の構成とした。
  - 電源北海道：電力系統や都市・主要産業、発電所や送電線を電飾と合わせ表現するパノラマ模型。
  - 発電所のいろいろ：貯水式・自流式水力発電、石炭・ガス火力発電などカラースライドとパネルで発電所建設状況を紹介。
  - 雨竜ダム：高さ5.5m・幅9mの大きさで10馬力のポンプを用い水を落下させる大型ダム模型。落下する水の裏には七色の光を放つガラスを配する。
  - 家庭や工場へ都市や農村へ - 写真を風車式にゆっくり回転させ発電所から需要場所までの送配電・業務設備の現況を紹介。
  - 産業と電気：増加を続ける電力需要や主要産業との結びつきをネオンパネルや写真で展示。
  - 文化と電気：新聞、ラジオ、テレビ、映画、交通、学術、病院、スポーツ、電子工業など文化の進展に貢献する電気を写真で説明。
  - 電化する農村：農業・酪農電化のモデルパノラマを主体として農業に利用される電力の推移と将来を表す。農業には電熱温床、灌漑用水、誘蛾灯、脱穀調整穀類乾燥、酪農には電気牧柵、電気育雛、給水運搬の電化を紹介。
  - 生活と電気：直径9mの回り舞台で居間・客間・台所・寝室の実物大模型を配置し電化モデルルームを展開。
  - 住みよい家の電気設備：家庭の電気設備による生活能率の向上や安全使用をパネルや10分の1モデル配線の家屋や実物の配線器具で紹介。
  - 豊富な電力を基に発展する北海道：将来の電気供給設備増強計画を強調し第二次五カ年計画と結びつけ模型や立体パネルで明日の北海道を表現する。
- 工業館 -　工業開発を強く推進する第二次五カ年計画に向け、工業の現況や代表的工業などを紹介する。
  - 北海道工業の立地条件：石炭・森林・水産資源や工業用地・用水に恵まれた北海道の立地条件をパネルとテープ音声で紹介。
  - 北海道工業の歴史：開拓使官営工場の操業と官営工場のジオラマを皮切りに明治末・大正・昭和・現代と4段階に分け歴史を写真などで紹介。
  - 北海道工業の現況：北海道地図に主要向上と主要製品、工業生産高と全国との対比を行う行灯8種を設け電気の点滅で関係を表現、また主要向上のカラー写真も展示。
  - 部門別工業の紹介：化学、セメント、製鉄、製鋼、製紙パルプ、乾式繊維板、造船、集成材、酒精、ビート、ビール各産業毎に代表的メーカーと製品を紹介。
  - 新しい北海道工業：近代科学技術で欠点を克服した有望な工業品を紹介。
    - 石炭利用工業：石炭の乾溜や石炭ガスによる化学工業を電気装置や実物の組み合わせで解説。
    - 天然ガス利用工業：尿素繊維、各種薬品など化学工業をネオン管、実物などを用い製造工程を紹介。
    - 木材利用工業：糖化、繊維板、モザイクフローリング、シェービングボード、ロール合板、集成材など新たな用途と製法、特長と利点について実物やパネルで紹介。
    - 工業を象徴する彫刻と音楽：北海道の工業を象徴する金属彫刻を設置、機械・コンベア・ハンマーなどの音を合成した音楽をテープで再生。
    - 躍進する北海道工業：第二次五カ年計画の工業開発を解説したパネルと工業の躍進を表したパネルを設置、炭鉱・天然ガス井戸・森林・鉱山と系統的な工業を工場模型で表した。
- 水産館：道内の水産業を中心に現況や資源分布、加工業などを紹介。
  - 海中の生態：魚介類や海底の地形を配し海底の情景を再現した空間を外側に配した透明塩化ビニールのトンネルをベルトコンベアーに乗って通過する。
  - 世界の水産：地球儀に世界の4大漁場を描きネオン管で示し、イギリス・ノルウェー・アメリカ・カナダなど主な漁業国の算出高や漁業風俗の写真などを展示。
  - 日本の水産：北洋・南洋・インド洋上の漁船の姿や世界との生産額対比などを展示。
  - 本道の水産：北海道近海の主要水産物の分布状況や漁港・船腹などの実績をグラフなどで紹介。
  - 水産により開発された北海道：蝦夷時代の漁労から松前藩の請負制度、明治のニシン豊漁、現代の北洋漁業までを壁画略図で紹介。
  - 沿岸漁業：貝類・海藻・ウニ・ナマコなどの採集状況や漁獲方法をジオラマや動力模型で紹介。
  - 北洋漁業：北洋に出漁する船団やカニ・サケマス漁の様子をパノラマや加工機械模型、加工品や操業地区図表で紹介。
  - 鮭の一生：孵化場の模型や採卵からの断面模型、成長経路などを略画で展示。
  - 魚はどこにいるか：外洋性・沿岸性・中間、深さでは表層・中層・底層を表示し回遊状況や移動状況、寒流と暖流など魚の生態を立体的に示す。
  - 漁業に必要な資材や機材：発動機・電気機器・ロープ・救命具・無線具などを実物や実演で解説。
  - 新しい漁業基地と水産物の消流：模範的な漁業基地として漁港設備から集荷、組合、都市や加工場、農村へと流れていく経路を可動模型を交えたパノラマとテープ音声で解説する。
  - ひめますとじにますの生態：水槽にヒメマスとニジマスを飼育し展示。
  - 私たちの栄養と水産物：人間の栄養源として大切な水産物の栄養と加工品を紹介、その他水産物価格の消費と需要の関係も展示。
  - 捕鯨：捕鯨船団と海獣や海鳥の風景をパノラマ模型で紹介、クジラの断面図や加工品も展示。
  - 水産物の加工：冷凍・冷蔵の原理や水産食品の製法、原材料・生産高・輸出高・消費高などのグラフを展示。
  - 水産物の利用：肥料・飼料・工業品・石鹸・薬品・人造バターなど水産品を用いた二次製品を展示。
  - 養殖真珠：北海道に適した養殖真珠としてカワカラスガイを用いた真珠の紹介や養殖・採取・加工の実演を実施。
- 近代工業生産館 - 日本の工業の実態を15種の業態に分け一流メーカーの製品を通じて展示し商談休憩室を併設。
- 炭坑機械展示場 - 炭鉱機械の認識を広めるべく60mのチェーンコンベア等のドイツ製炭鉱機械を屋外展示。
- 農業機械館：国産の新製品を通じ農業の機械化を実演。
- 開発機械館：開発の基本となる国内外の大型重機械を展示。
- 繊維館：日毛・東洋紡・日紡・鐘紡・東レ・東亜紡・日レ・北紡などが出展し繊維製品の展示や製造工程を紹介。
- 自動車館 - 三菱、日野、トヨタなど国産新型車を展示。
- 全国観光と物産館 - 東北6県を中心に39府県と中央日本観光協議会が出展。
- 北海道観光と物産1号館 - 札幌以外の道内22市と14支庁が出展。
- 北海道観光と物産2号館 - 札幌市の特産品と全道の木製品を展示。
- 東京館：首都としての東京やおしゃれをテーマに室内調度品や服飾雑貨の展示や、モデルルームを展示する他2階に資料展示室などを展開。
- 大阪館：繊維製品を中心に実用生活品を展示。
- 富山館：伝統工芸品や化学製品、平家合掌造り家屋模型などを展示。
- 神奈川館：工業製品や横浜布巾、湘南地方の観光などを紹介。

#### 中島会場
「文化会場」の位置づけで海外出展や民間特設館・遊戯施設・野外ステージを備え文化娯楽を中心とした展示とした。科学館・天文台・美術館・郷土館・こどもの国遊戯施設・古代生物園・野外ステージは夜間営業を実施。
- 科学館 - 関心の高い宇宙・気象とIGY（国際地球観測年）・生物・オートメーション・交通機関・近代科学技術の粋・原子力の7分野に分けて紹介。
  - 太陽系の誕生 - 太陽系9惑星や衛星・彗星の誕生を3つの学説のパネルで紹介。
  - 太陽の家族：太陽系の関係性をパノラマとパネルで紹介、各惑星までの距離や天球の大きさや比重を比較する。
  - 星雲と星団：惑星状星雲と散光星雲や球状星団と散開星団など写真パネルで紹介。
  - 天体と電波について：電波を出す天体の写真や電波望遠鏡を紹介。
  - 宇宙の大きさ：25の段階を追って宇宙を解説する。
  - 宇宙：無数の星や人工衛星、宇宙スターション、月船、流星、ロケット、空間ベビーステーションなど宇宙の姿を幅14m高さ8mの大パノラマで紹介。
  - 宇宙旅行：ロケットの脱出速度、X15号、宇宙ステーションの引力重力や構造、宇宙旅行の問題点、太陽熱利用などを紹介。
  - 月の基地：英国宇宙協会長チャールズ・クラークが想定した月面基地建設後数十年後の居住地、天文乾燥所、太陽熱工場、水耕農場、輸送トラック、通信アンテナなどが建てられた姿をパノラマで紹介。
  - 映画宇宙探検：ロケットの原理、燃料問題、加速度引力、重力などをわかり易く解説した20分のカラー映画。
  - 雲と天気図：四季の雲と天気図についての解説をパネルで紹介。
  - 地上観測器：温度計・風速計・圧力計・風向計など気象観測機材の実物展示と解説。
  - ロボット雨量計：ジオラマで紹介。
  - 天気図模写伝送装置：伝送装置を実演し解説。
  - 国際地球観測年とは：国際地球観測年の目的と意義を紹介。
  - 地磁気：地磁気についてをジオラマパネルで解説。
  - 極光と夜光：パネルによる解説展示。
  - 電離層：地球上約100kmの電子層を解説。
  - 太陽活動：パネルで解説展示。
  - 宇宙線：宇宙線観測機器を積んだロケットの模型や宇宙線の性格を紹介。
  - 経度緯度：パネルによる解説展示。
  - 海洋：長波観測、深海観測、極前線観測などについてパネルで解説。
  - 重力：パネルによる解説展示。
  - 放射能：パネルによる解説展示。
  - 空電：パネルによる解説展示。
  - ロケットと人工衛星：日本が打ち上げたロケットの種類や原理、米・ソの人工衛星についての解説、衛星軌道、シュミットカメラなど実物・模型・パネルで展示。
  - 南極探検：住居・犬ぞり・海鷹丸・アザラシ・ペンギン・観測機・氷山・雪上車をあしらったパノラマ模型で昭和基地周辺を紹介。
  - 映画国際地球観測年：観測についての解説や各地の観測状況を映写する。
  - 3万年前の十勝原野：壁画による想像図を展示。
  - デスモスチルス：1933年に樺太敷香町で発見された日本唯一のデスモスチルスの完全骨格と解説を展開。
  - 化石による日本列島の進化：先カンブリア紀・旧古生代・新古生代・中生代・古第三紀・新第三紀・洪積世・沖積世の8期に渡る日本列島の進化をパネル・ジオラマ・化石実物で紹介。
  - 昆虫の世界：自然を背景としたパノラマ模型。
  - 蝶の標本：世界各国の珍しい蝶の標本を展示。
  - 日本の代表的な蝶と甲虫：北海道から九州までに分布する代表的な蝶や甲虫類を解説。
  - アリジゴクの生活史：アリジゴクの一生を解説するとともに実際に飼育を行う。
  - 南方系と北方系の動物：通路の両側に自然を背景とした大パノラマを設けフラミンゴ・ハゲコウ・カンムリヅルなどの南方系とフイリアザラシ・大白鳥・ゴマフアザラシ等北方系でそれぞれの珍しい動物の剥製を展示。
  - 人類の夢を実現したオートメーション：オートメーションの目覚ましい発展の現況を解説する。
  - オートメーション工場と人間：工場のシステムと人間の機能を対応させてジオラマで解説。
  - オートメーションの原理：検出・伝達・調節・操作といったフィードバックシステムを人間の機能と結びつけて回転絵で解説する。
  - エレクトロニクスと各種計器：真空管、電子管、トランジスター、パラメトロンを展示。
  - 工業用テレビ：東芝製の工業用テレビ実物を展示し観客の姿を受像する。
  - 人工頭脳：電子計算機による複雑な計算を実演する。
  - 各種オートメーション機器：流量調節装置、圧力調節装置、熱電解などオートメーション機器実物を展示。
  - わが国のオートメーション工場：石油、自動車、自転車、化学肥料などオートメーション化された工場を写真で紹介。
  - 事務のオートメーション：会計機、分類器など実物を展示し事務のオートメーションの現況を紹介。
  - オートメーションの将来：オートメーションの発展による明るい将来をジオラマで紹介。
  - 交通機関の歴史：陸海空の3機関に分けて交通の発展の歴史をパネルで解説。
  - 自動車のできるまで：自動車製造工程を写真・パネルで紹介。
  - 自動車の構造：エンジンの構造模型と中型車のカットシャーシーを展示。
  - 近代都市と交通機関：近代都市のパノラマ状に懸垂式モノレール、アルベーグ式モノレール、地下鉄や高速列車などの動力模型を展示。
  - 航空機の種類：各種航空機模型を展示。
  - セブンシー：プロペラ機の最後と言われる旅客機「セブンシー」の機体模型を展示。
  - 世界のエアライン：世界の航空会社を解説。
  - 着陸誘導について：パネルによる解説展示。
  - ダグラスDC3型模型：実物に近いサイズの機体模型を設置し、観覧客を中に入れ搭乗している雰囲気を演出する。
  - 船の種類：各種船舶模型を展示。
  - 船のできるまで：船舶の製造工程を写真・パネルで解説。
  - モーター：VSモーター、マグモーター、押しボタン開閉器などモーター製品の実物を展示・解説。
  - 電気機器の科学：オシログラフ、真空管、トランジスター、ブラウン管など練気用品の原理構造を紹介。
  - 電子顕微鏡：顕微鏡の構造原理や電子顕微鏡写真、蝶の鱗粉の顕微鏡観察実演を実施。
  - レーダー：実物展示と実演を実施。
  - 原子力開発史上の人々：キューリー夫人、レントゲン、ベクレル、トムソン、ヘベシー、ラザフォード、長岡半太郎、アインシュタイン、チャドウィク、湯川秀樹、フェルミ、ローレンス、ハーン、シュトラスマンら原子力開発に貢献した14人の写真と説明板を展開。
  - 原子力の基礎：物質の構造モデル、原子の模型、原子核の構造、古い火と新しい火パネル、原子力の利用模型を展開。
  - 電気と熱への利用：連鎖反応の模型、原子炉の原理模型、エネルギー事情模型、火力・水力・原子力各発電所模型、コールダーホール型・高速増殖型各原子力発電所模型、原子力潜水タンカー、原子燃料資源の分布、原子燃料棒、ウラン・トリウム鉱石の実物などを展示。
  - アイソトープ：水素のアイソトープ模型、放射性変換模型、アイソトープの作り方、エレクトロン、シンクロトロン模型、放射能、アルファ・ガンマ・ベータ放射線の捉え方、カウンター類、アイソトープの性質、放射線の単位、ホットラボラトリー模型などを展示。
  - アイソトープの利用：痣の治療、がん診断、子宮がん治療、回転式照射器、バセドー病甲状腺疾患治療、脳腫瘍、不妊症診断のパネル模型などを展示。
  - アイソトープの農業利用：食品殺菌貯蔵、照射した食品実物、植物品種改良、音質模型、ガンマーフィールドの写真、作物の養分吸収、鶏卵の生成、餌から卵までのカルシウムの動き、真珠の形成、農業用ダム模型を展示。
  - アイソトープの工業利用：鋳物の溶接検査、古代美術への応用、厚み計、液面計、高分子化合物の研究、管内流速の測定、積雪量測定などパネルや模型で紹介。
  - 原子力の将来：東海村の将来をパノラマ模型で展示。
  - マニピュレーター：三菱製のマニピュレーターをマジックハンドとして用い筆で文字を書く実演を行う。
- 電波館 - 道内の電波網や短波無線、電信や無線、電波学校生徒によるアマチュア無線実演、NHKのテレビスタジオから家庭までの仕組みや放送事業の全容、テレビスタジオ模型、ラジオ・テレビ・テープレコーダーなど電波機器30社約2,000台展示、1日10回程度のHBCのカラーテレビ実験、白黒テレビ10台の受信実演を展開。
- 雪印天文台 - 直径5m・開閉窓間口1m・望遠鏡口径8インチ・焦点距離2.4mの天文台と、月・太陽・アランドロランド彗星の天文写真や木製・土星のスケッチや解説図などを配した展示室を設置。閉会後は札幌市天文台として使用。
- 健康と生活館 - 医学・衛生や社会保障、ファッション関連の展示を展開。
  - こどもの健康：乳児の健康、離乳食、虫歯予防を解説。
  - おとなの健康：道民の健康状態や死因などを写真と資料で解説。
  - 結核は必ずなおる：結核症の内科的・外科的治療法や全快後のアフターケアを写真・模型・実物機器で説明。
  - 急性伝染病：猩紅熱、赤痢、腸チフス、ジフテリア、小児麻痺の予防対策や注射の必要性をパノラマや写真や薬品などで展示。
  - 北海道に多く見られる病気：乳幼児のくる病、金属鉱山労働者の珪肺、農夫病やボツリヌス菌食中毒の予防対策を紹介。
  - 明日の医学：がん、高血圧、ストレス、心臓病、精神病、肝臓病などの診断法や治療対策、薬品を紹介。また人間ドックの必要性も解説。
  - 健康都市建設：札幌市第二浄水場の模型で原水から家庭までの水道の過程、札幌市内の50分の1パノラマでポンプ車・バケット車・洗浄車・街路清掃車・厨芥処理などの模様を紹介。
  - か はえ ねずみのいない街：薬品と建物構造の改善を解説、また肝臓病やエヒノコックス症等をパノラマと標本で紹介。
  - 社会保障制度：福祉事務所、児童相談所、身体障害者更生相談所、婦人相談室といった社会保障制度を立体模型で説明。
  - ある日の養老院：養老院の生活を回転式スライドで紹介。
  - 知恵おくれの子供：児童の教育課程、児童作品の展示、施設紹介など写真や資料で展示。
  - 青少年の保護と育成：青少年不良化の原因や家庭教育のあり方を写真と資料で展示。
  - 体の不自由な人たちのために：身体障害者公共職業補導所での訓練状況や労働風景を写真、模型、資料で紹介し主な補装具の種類や使用法も展示。
  - 国民健康保険：健康保険実施市町村と未実施市町村を色分けした北海道地図や、健康保険加入者・未加入者の割合を色分けしたパノラマを展示。
  - 住みよい家庭：JIS商品、電気器具、ガス器具、衣服保存法、洗濯のしかた、洗剤の種類、主婦の時間の合理的配分、家計の立て方、子供の家庭教育と教育玩具、冬の栄養問題、母体保護と計画出産など多角的に展示。
  - 生花：札幌市内17流派述べ340人の生花を展示。
  - おしゃれ教室：髪の手入れ、化粧品の使用法、香水、新しいモードと正しい下着の付け方、和服の着付け、アクセサリー等を展示。
  - ステージ「おしゃれステージ」：花嫁衣装の着付け、化粧品の使用法、美容体操、総合美容とファッションショー、ミュージカルショーなどを展開。
- 住宅館 - 寒地住宅のモデル展示や建設資材の展示を展開。
  - アプローチ：雪害、凍害、煤煙など北海道の住宅の現状を写真モンタージュで解説し、またレリーフ模型や住宅統計、寄港図や凍結深度などの解説で道内の住宅への問題提起を強調する。
  - 北国の住まいのあり方：原寸大及び縮小の取り付け模型で単純化の利点や防寒改修、ブロック住宅での結露防止法などを紹介。
  - 住まいの合理化：実物大の居間と台所を展示し最新家具・台所用品を備えた良い間取りと悪い間取りを比較し、また主婦の疲労を軽くする合理的な寸法を写真解説する。
  - 住まいを楽しくする：明るい家庭生活や美しく楽しい暮らしを取り上げ、特殊着色写真のパネルでで美しい暮らしを紹介する。
  - コムニュティ：「個の住宅から集団へ」の理想のもと住宅団地となる真駒内団地の300分の1模型を展示するとともに、外国の団地写真やターンテーブルで戸建住宅と集合住宅の比較を展示。
  - 建築資材の展示：新しい資材や金具などを展示。
- メートル館 - 計量の歴史やメートル法の利点などを紹介。計量の女神テミス像、棒秤や天平尺などの昔の計量器、計量の移り変わりの漫画パネル、メートル・キログラム原器、メートル法の利点と複数計量単位使用の欠点、池や噴水と水道メーター・流量計・体重計・握力計を設け楽しく計量器に親しむ子供の国、ベルトコンベアースケール・電子管計算機・タンク付きオートスケールなど大型計量器の実演展示を展開。
- 宗教館 - 仏教とキリスト教に関する展示を実施。仏教では本願寺道路など道内大小6ヵ所の新道を建設した現如らの人形パノラマや円空・木喰仏像、日蓮・親鸞・蓮如らの御真筆、様似等澍院・有珠善光寺・厚岸国泰寺ら三官寺からの貴重資料を展示。キリスト教からは北海道への伝来から受難までのパネルとパノラマ、北光社・赤心社の道内開拓、ジョン・バチェラーの偉業と資料、ホーレス・ケプロンやウィリアム・クラークの宗教面での業績を紹介。
- 郷土館 - 豊平館1階を使用。アイヌ民族の風俗や服飾品・武器・宝物・家屋、明治初年と現代の札幌の比較パノラマ、アイヌ生活の絵図や熊祭の写真などを展示。
- 美術館 - 豊平館2階を使用。道内在住・出身の作家の作品を洋画300人・彫刻20人・工芸20人・宣伝美術30人・書道100人を3期に分け展示する総合美術展を展開。
- アメリカ館：自由の女神像、潜水艦ノーチラス号模型、石鹸の主原料獣脂、石鹸彫刻、冷たいおしぼりのサービス、オートメーション、人工衛星ヴァンガード模型、宇宙旅行や人工衛星の映画上映、大豆・小麦の農業展示、宇宙時代の粉食生活、珍しい切手展示を展開。
- 東南アジア館 - 香港・ベトナム・タイ・ラオス・カンボジア・インド・インドネシア・パキスタン・ビルマ・セイロン・シンガポール・フィリピン・マラヤが出展。南国植物、各国の国旗と概況、航空協定、政治通商条約、ネールインド首相やスカルノインドネシア大統領の来日写真、岸首相・田中道知事の東南アジア来訪写真、貿易実績の紹介、大イカや織物などの特産品、風俗や建築物などの風景写真、宗教石像や木造などの工芸品、人形や民族衣装マネキン、切手花柄、新聞、ポスター、児童画などを展示。
- 国鉄館 - 鉄道開拓史ジオラマ、ディーゼルカーや最新列車の走る5年後の北海道鉄道パノラマ、湘南電車、弁慶号、EF58電気機関車やDD50ディーゼル機関車紹介、自動信号機の操作体験、青函連絡船模型、青函トンネル構想紹介、石炭輸送パノラマ、除雪車のオブジェ、自動連結器、乗車券印刷実演などを展開、外周には5分の1のD51小型蒸気機関車を定員70名で1日平均20回運行。
- 電信電話館：印刷電信の実演、マイクロウェーブアンテナと送受信実演、グラハム・ベルの世界初の電話機から現代までの電話機の移り変わり、クロスバー式自動交換機、電話のつながるまでの実演、未来のテレビ電話、電信電話開発のパノラマなどを展開。
- 郵政館：北海道の風景を描いた切手の出来上がるまで、国内外の郵便物到着日数を表す電光パネル、郵便配達の過程紹介、道内の郵便局数紹介、消印押印装置、臨時郵便局、簡易保険紹介を展開。
- 菓子館 -　全国532社の製菓・菓子原料・機械メーカーが出展し夢の国パノラマや道内商社36社による即売会などを展開。
- 小型自動車館 - 三輪車・小型四輪・自動二輪車・軽自動二輪車・90CC以上原動機付自転車を展示。日本自動車、マツダ販売、金子モーター、中重自動車、石崎商会、太陽産業、ポインター、豊田商事、ヤマハモーター、フジモーター札幌ラビット、山口モーター、北海道ライラック、三輝工業、和田商会、ダイハツ工業、札幌トーハツ、ホンダモーターが出展。
- 自転車館 - 日本の自転車産業の現状を紹介し自転車の知識を普及する。構造、発達史、輸出実績、種類と選び方、競輪関係、各社出品を展開。
- こどもの国 -観覧車、ウォーターシュート、宙返りロケット、飛行塔などを設置。
- おとぎの国
- 古代生物園 - 鍾乳洞や古代人の生活を模した洞窟、タイラノザウルス、ステゴザウルス、ブロントザウルス、マンモス、古代人の模型や滑り台、ジュラ紀爬虫類の壁画を展開。
- ロボット「ホープ君」：高さ3.2m・体重280kgのロボット。

### 小樽会場
港湾会場
- 海洋海運館 - テーマ館として文化経済の交流に重要な役割を果たす海運を解説。三菱造船の進水式のミニチュアパノラマ模型、南極観測隊のジオラマや雪上車実物、ディーゼルエンジン、北洋漁業操業区域地図、原子力船模型、世界の主要港の紹介、飯野海運のタンカー模型、造船技術紹介、圧搾空気によるエアカーテン式の空気防波堤模型、モデルシップを浮かばせた大水槽、魚と海藻の生態を表した海底旅行パノラマ、かもめプロペラのスクリュー展示、網に魚類の模型をいくつも載せた北洋漁業パノラマ、海上保安庁・海上自衛隊ブース、実物大のブリッジを展示。
- 貿易館 - 対岸貿易の促進と北海道の市場交易品を紹介。北海道貿易の推移パネル「躍進する北海道貿易」、道産民芸品や農産物展示、アジア・北米・ヨーロッパ各国の輸出入貨物状況や交易品の紹介などを展開。
- 産業観光館 - 朝里温泉や古代文字など小樽市の観光資源を紹介。直径9.9mの円盤半面を用いた50年後の夢を表した未来の小樽パノラマ、小樽市内の観光地各所を表したパノラマや観光土産店、小樽市と後志管内の町村や日本海沿岸都市の出展による大展示場、小樽建築士会設計の68.5平米の寒地向けモデルハウス、高さ5mのデコレーションケーキを始めとした菓子産業を表す菓子の国・パンの国ブース、食品・手芸品・家庭用品・物産品などを販売する即売場を展開。
- 中国館 - 国交正常化を臨むべく中国文化産業展協力会の協力を得て新中国の実態を紹介。人形・壺などの工芸品や写真パネル、即売所を設置。
- 遊戯施設 - 線路全長80mの豆汽車、飛行塔（ゴンドラ4機）、人工衛星（ゴンドラ12機）、ステレオスコープ、自動観光双眼鏡、ブランコなどを設置。
- チルドレンセンター
- 記念スタンプ捺印所
- 動く特別館 - 埠頭会場付近に期間中アメリカ海軍巡洋艦トリードを始めオーストラリア海軍の駆逐艦ワラムンガ、ヴォイジャーや[2]、海上自衛隊の大湊地方隊6隻・甲型警備艦2隻・第2護衛隊群7隻や運輸省・水産大学の練習船などが停泊し自由見学や港外巡覧を実施。

祝津会場
- 水族館 - 3階建て1296平米に180種余りの魚類を展示。継続開館の要望が多かったため博覧会会期後も9月30日まで開館し、後に市立小樽水族館として活用。
  - 1階：ホール、中小水槽計12基・大水槽（2階吹き抜け）、淡水小水槽7基
  - 2階：熱帯魚槽、小水槽14基・テーブル水槽24基、応接室
  - 3階：休憩所・展望室
- とっかり湾 - 水族館の前浜にて海獣や海亀を飼育展示。
- 無料休憩所
- 鰊番屋

### 真駒内特設会場
- 資料館 - 自衛隊の必要性や日頃の活動を紹介。
- 屋内パノラマ - 制服や通信機材・落下傘などの実物や模型を展示。
- 野外大パノラマ - 大口径の火砲や高射砲、レーダー装置、自走高射機関砲はじめとした特車や大型施設機材を展示。
- 科学館 - 各種科学兵器を展示解説。
- 児童遊園場 - 釣り堀・滑り台・ブランコ・ジープ試乗会などを展開。
- パラシュート降下 -　習志野空挺隊が実戦さながらの降下訓練を実施。
- キャンプ村 - 隊員の野外生活の一端を紹介、一部は宿泊用とした。

## 沿革
- 1954年
  - 11月29日 - 札幌商工会議所が中心となり博覧会構想を語る座談会を開催。
  - 12月16日 - 北海道総合開発大博覧会開催要望書を北海道・札幌市に提出。
- 1955年
  - 1月28日 - 札幌市商工課が博覧会開催の調査研究に着手
  - 6月中旬 - 札幌市が博覧会開催を決定。
- 1956年
  - 6月27日 - 札幌市議会で1958年を目標とした北海道大博覧会開催を決議。
  - 9月6日 - 北海道が共催を承諾。
  - 10月3日 - 札幌市に博覧会準備事務局設置。
  - 10月13日 - 小樽市が共催を申し入れる。
  - 10月18日 - 準備委員会設置。
  - 10月30日 - 第一回準備委員会開催。会場を円山北町札幌市中央卸売市場用地・中島公園・大通り・円山から第一会場を円山北町・第二会場を中島公園に決定。
  - 11月22日 - 小樽会場準備委員会設置。
  - 12月7日 - 第一次ポスター・案内書作成。
- 1957年
  - 3月4日 - 第一回運営委員会開催。
  - 3月19日 - 札幌市が博覧会条例を制定、博覧会特別会計を設置。
  - 3月下旬 - 出展要請を開始。
  - 4月13日 - 小樽会場準備委員会を小樽会場事務局に改組。
  - 5月13日 - 博覧会協賛会設置。
  - 6月 - 博覧会小樽協賛会設置。
  - 9月12日-10月28日 - 第一次道内キャラバン実施。
  - 11月4日 - 起工式開催。
  - 12月1日-3月21日 - 前売券発売。
- 1958年
  - 3月下旬 - 仮設建築工事着手
  - 4月20日 - ミス北海道博決勝大会開催。
  - 5月14日 - 台風のため中島会場の2館が倒壊、復旧に三日間を要する。
  - 5月下旬 - 各館建物が完成、内装工事を開始。
  - 5月31日 - 前売り抽選実施
  - 6月15日 - 出品物搬入開始。
  - 7月4日 - 出品物陳列完了・前日祭パレード実施。
  - 7月5日 - 開会式開催。
    - 桑園会場は毎日新聞機「明星」の低空飛行と花束投下、9時に開会宣言、高田札幌市長のテープカット、大くす玉の開花と300羽の鳩の放鳥、陸上自衛隊音楽隊の演奏に乗り役員来賓が入場。
    - 中島会場は8時から札幌経済高校ブラスバンドと高田札幌市長のテープカット、風船や百数十羽の放出と五段雷の花火数十発、役員と市内児童500人が入場。
    - 9時半から桑園会場演芸場にて高田札幌市長式辞、田中道知事の総裁挨拶、山口北海道開発長官・高碕達之助通産大臣・安井誠一郎全国知事会長・金刺不二太郎全国市長会長・在日大行使代表マッカーサー在日米大使・広瀬経一協賛会長の祝辞読み上げ、荒道議会議長の万歳三唱を実施、その後札幌芸妓連による操三番叟が披露された。

  - 7月8日 - 皇太子が小樽会場に来訪。
  - 7月9日 - 皇太子が桑園・中島会場に来訪。
  - 7月16日 - 高松宮夫妻が桑園・中島会場に来訪。
  - 7月17日 - 高松宮夫妻が小樽会場に来訪。
  - 8月5日 - 秩父宮妃が桑園・中島会場に来訪。
  - 8月6日 ｰ 秩父宮妃が小樽会場に来訪。
  - 8月18日 - 岸信介総理がが桑園・中島会場に来訪。
  - 8月23日 - 千代の山が桑園会場に来訪。
  - 8月24日 - 期間中最高の104,299名（桑園54,160名・中島50,139名）が来場。
  - 8月31日 - 閉会式開催。桑園会場演芸場にて会長の高田札幌市長の御礼挨拶、田中道知事の挨拶、広瀬協賛会長・北海道電力社長・雪印乳業社長と施工業者代表岩田建設社長・装飾施工代表日本合同宣伝社社長・出品者代表日本ビール札幌支店長への感謝状、宮本道議会副会長と広瀬協賛会長の祝辞、全道市町村代表の倶知安町長の万歳三唱、花火打ち上げの後祝宴として札幌芸妓連の総踊りで幕を閉じた。
  - 9月6日 - 仮設施設解体着手。
  - 9月17日 - 運営委員会解散。
  - 9月24日 - 建物解体終了。
  - 9月30日 - 会期を延長した小樽会場水族館が閉館。
  - 12月15日 - 整理事務局廃止。
  - 12月31日 - 出納業務閉鎖。